# Vopisco Giulio Iullo
Vopisco Giulio Iullo (in latino: Vopiscus Iulius Iullus; fl. V secolo a.C.) è stato un politico romano del V secolo a.C.

## Biografia
Vopisco Giulio Iullo apparteneva alla nobile gens Giulia, una delle più antiche e conosciute gens patrizie dell'antica Roma. Era figlio di Gaio Giulio Iullo, fratello di Gaio Giulio Iullo e padre di Lucio Giulio Iullo, console nel 430 a.C. e censore nel 424 a.C..
Nel 473 a.C. divenne console con Lucio Emilio Mamercino, anche se lo stesso Livio racconta che alcuni annali riportano Opitro Verginio come console per quell'anno.
In assenza di azioni militari da intraprendere, sotto il loro mandato i consoli dovettero far fronte ad esigenze sociali e alla domanda di assegnazione di terre pubbliche per i cittadini bisognosi. Per la mancata assegnazione delle terre pubbliche, il tribuno della plebe Gneo Genucio citò in consoli dell'anno precedente, Aulo Manlio Vulsone e Lucio Furio Medullino. Ma il giorno fissato per lo svolgimento del processo il tribuno fu trovato morto in casa, senza che sul cadavere vi fossero segno evidenti di violenza; la sua assenza impedì lo svolgimento del processo, che fu di fatto annullato.
I due consoli poi indissero una leva militare, ma quando Publilio Volerone si rifiutò decisamente di essere arruolato come soldato semplice, rivendicando di essere stato centurione, scoppiarono dei disordini. I littori furono malmenati e i consoli dovettero rifugiarsi all'interno della Curia,  rinunciando poi alla leva e ad ogni altra azione repressiva. Le loro lamentele dell'episodio, presentate in Senato dopo la conclusione dei disordini, non ebbero seguito, volendo i senatori evitare lo scontro con la plebe.

### Fonti primarie
- Tito Livio, Ab Urbe condita libri

### Fonti secondarie
- William Smith, Dictionary of Greek and Roman Biography and Mythology, vol. II, Boston, Little, Brown, and Company, 1867.